# Luziola
Luziola es un género de plantas herbáceas perteneciente a la familia de las poáceas. Es originaria del sur de Norteamérica hasta Sudamérica tropical.

## Descripción
Perennes monoicas, acuáticas o paludícolas. Lígula membranácea; láminas lineares. Inflorescencias unisexuales (Mesoamérica), axilares, las pistiladas panículas o pares de racimos conjugados, las estaminadas panículas terminales o racimos solitarios, raramente las espiguillas pistiladas y estaminadas en la misma inflorescencia. Espiguillas unisexuales, con 1 flósculo, sin aristas; glumas reducidas a una cúpula diminuta; desarticulación arriba de la cúpula. Espiguillas estaminadas con la lema y la pálea iguales, membranáceas; estambres 6-8. Espiguillas pistiladas con la lema y la pálea iguales, membranáceas, prominentemente multinervias; estilos y estigmas 2; fruto un aquenio endurecido, ovoide o esférico.

## Etimología
El nombre del género fue modificado desde Luzula que pertenece a la familia Juncaceae.

## Especies
- Luziola alabamensis Chapm.
- Luziola caespitosa Swallen
- Luziola divergens Swallen
- Luziola gracillima Prodoehl
- Luziola pusilla S.Moore